# Medicago arborea
Medicago arborea es una especie de fabácea que crece de forma espontánea en muchas zonas de la Europa meridional, también se cultiva para uso forrajero y como planta ornamental.

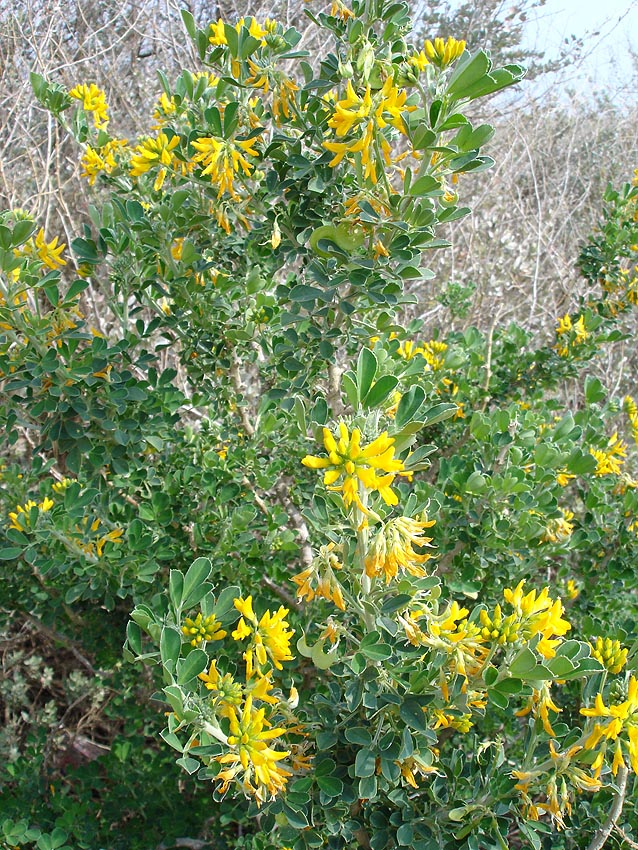
Vista de la planta

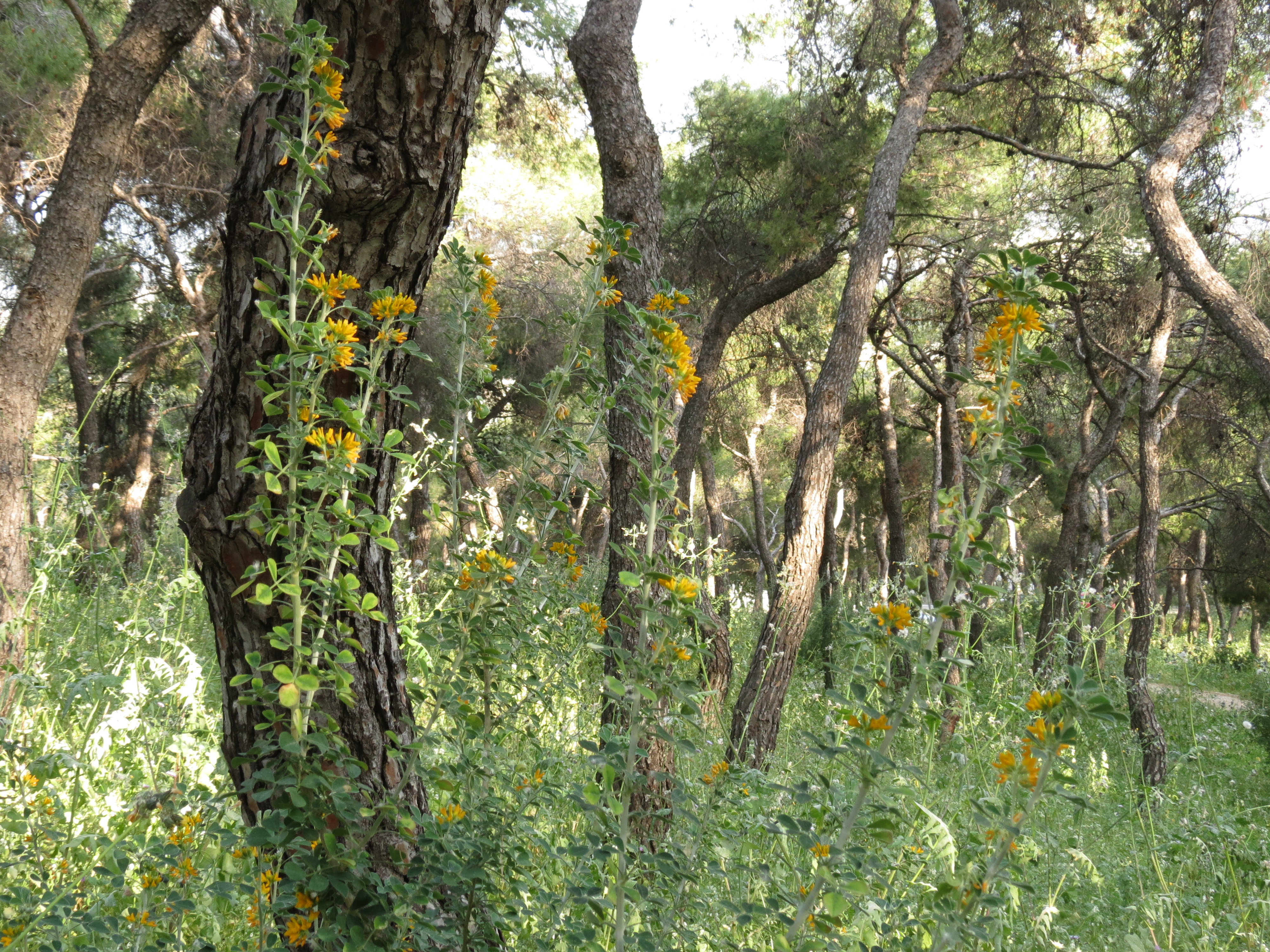
En su hábitat

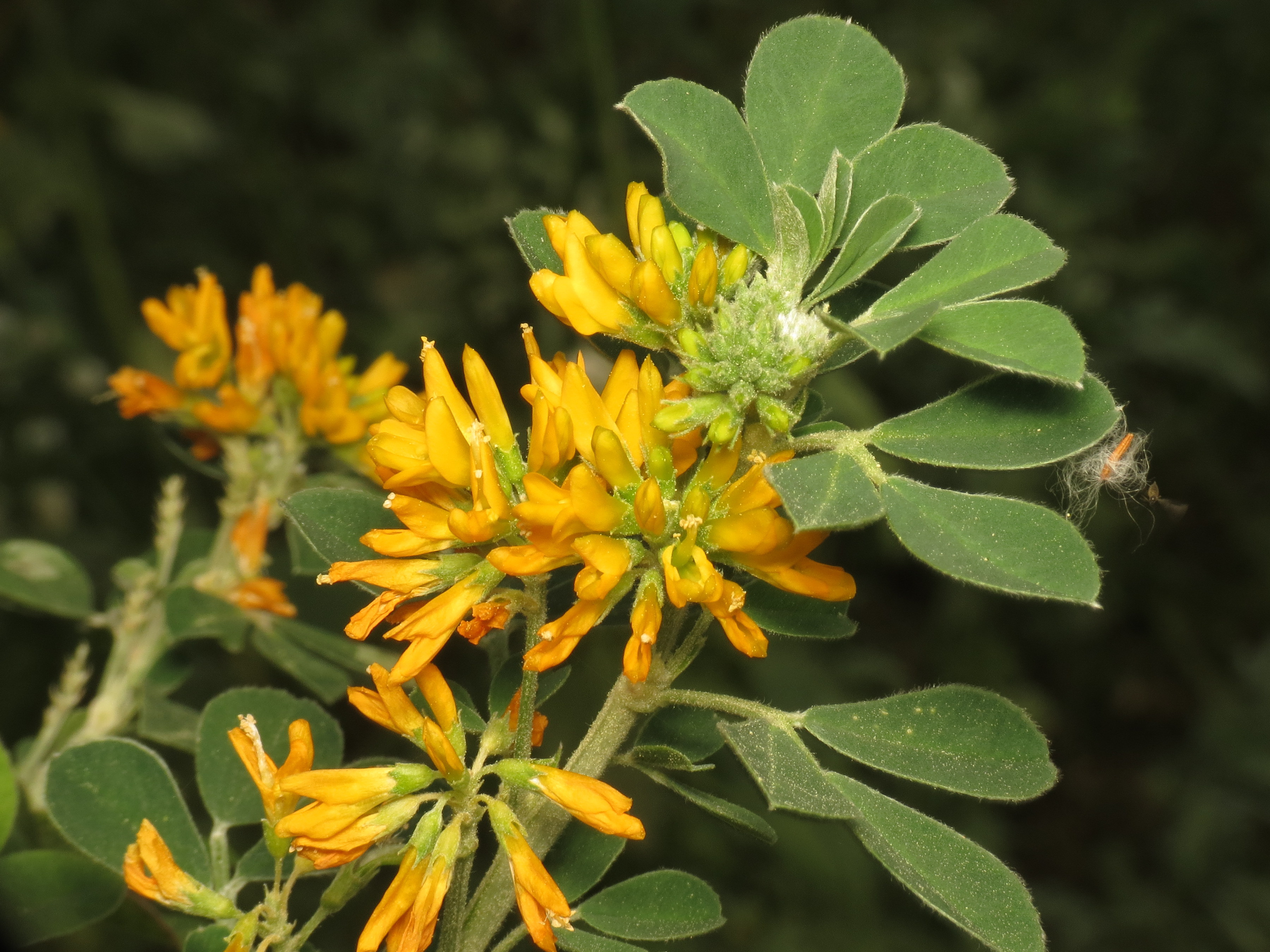
Flores

## Descripción
Planta perenne arbustiva que alcanza hasta los 2 m de altura.
Las ramas jóvenes están cubiertas de una pubescencia blanquecina.
Presenta hojas trifoliadas con folíolos obovados, alargados, dentados en sus extremos y de envés ceroso.
La corola de las flores es de color amarillo anaranjado y se agrupan en una inflorescencia de racimos densos.
El fruto es una legumbre con forma espiralada de una sola espira que deja un hueco central.
Florece de marzo a junio (a finales de otoño en los países más calurosos).
Es una planta fijadora de nitrógeno en el suelo gracias a su relación simbiótica con la bacteria Sinorhizobium meliloti.

## Distribución y hábitat
Se distribuye por la Europa meridional, es especial la cuenca mediterránea. Crece espontáneamente en Baleares, Islas Columbretes, Portugal y la Francia meridional. Se la encuentra en bordes de caminos o junto a muros, en suelos pobres y calcáreos.

## Cultivo
Se propaga por semilla, plantón o esqueje. Se recomienda, sin embargo, la siembra de semillero y al cabo de un año repicar los plantones cuando tienen ya bastante fuerza, poniéndoles en el terreno con separaciones de 1-2 m.
Precisa de un clima cálido donde no exista o sean poco frecuentes las heladas. En cambio, es muy resistente a la sequía, gracias a sus robustas y profundas raíces puede tolerar prolongados periodos de altas temperaturas sin lluvia, aunque ello puede implicar una importante pérdida de biomasa foliar. Estas características climáticas las presenta el clima mediterráneo semiárido que se caracteriza por precipitaciones entre los 200 y 400 mm, fuerte sequía estival y temperaturas cálidas que superan los 22 °C en verano.
Necesita un sustrato con un pH alcalino (como el típico de los suelos de Mallorca). Puede crecer en suelos pedregosos e incluso rocosos, con una pequeña porción de tierra.

## Interés y aprovechamiento forrajero
- Interés forrajero:

Su actividad vegetativa se concentra principalmente a finales de invierno y en primavera aunque es capaz de mantenerse productiva durante buena parte del año, exceptuando los periodos estivales más secos.
- Formas de aprovechamiento

Al segundo año de su establecimiento en suelo produce ya forraje y puede empezar a cosecharse. El aprovechamiento puede realizarse podando los tallos jóvenes o directamente por el ganado ramoneador como las cabras.
La producción forrajera, formada por hojas de alto contenido proteico y por tallos poco lignificados, resulta una reserva de alimento invernal muy apreciada.
- Variedades

Las variedades descritas son meros sinónimos (ver lista de sinónimos).

## Otros aprovechamientos
En el resto de la Península se encuentra cultivada como forma ornamental por sus vistosas flores amarillas. Otra de sus utilidades es la de plantarla en huertos y semilleros como cortavientos, pero su crecimiento es excesivamente lento.
Hay que tener presente que los tallos aún jóvenes llegan a lignificarse con rapidez. La madera es de una extrema dureza y se ha empleado, a veces, en artesanía por su bonito color oscuro y su textura apretada, que una vez pulida da una apariencia notable brillante.

## Taxonomía
Medicago arborea fue descrita por (L.) y publicado en Species Plantarum 2: 778. 1753.
Etimología
Medicago: nombre genérico que deriva del término latíno medica, a su vez del griego antiguo: μηδική (πόα) medes que significa "hierba".
arborea: epíteto latíno que significa "como un árbol".
Sinonimia
- Medicago arborea var. citrina Font Quer
- Medicago arborea subsp. citrina (Font Quer) O.Bolòs & Vigo
- Medicago citrina  (Font Quer) Greuter
- Medicago arborescens C.Presl
- Rhodusia arborea (L.) Vassilcz.
- Trigonella arborea (L.) Vassilcz.[4]

## Nombre común
- Castellano: alfalfa arbórea, botón de cerdas, citiso nuevo de España, mielga real, setiso, trébol retamal[5]

## Publicaciones
1. AFPD. 2008. African Flowering Plants Database - Base de Donnees des Plantes a Fleurs D'Afrique.
2. Marticorena, C. & M. Quezada. 1985. Catálogo de la Flora Vascular de Chile. Gayana, Bot. 42: 1–157.
3. Zuloaga, F. O., O. N. Morrone, M. J. Belgrano, C. Marticorena & E. Marchesi. (eds.) 2008. Catálogo de las plantas vasculares del Cono Sur. Monogr. Syst. Bot. Missouri Bot. Gard. 107(1–3): i–xcvi, 1–3348.
4. Flora of China Editorial Committee. 2010. Flora of China (Fabaceae). 10: 1–642. In C. Y. Wu, P. H. Raven & D. Y. Hong (eds.) Fl. China. Science Press & Missouri Botanical Garden Press, Beijing & St. Louis.
5. La alfalfa. Su cultivo y aprovechamiento (3.ª edición). Editorial: Mundi Prensa. Autor: Manuel del Pozo
6. http://www.unavarra.es/servicio/herbario/pratenses/htm/Medi_arbo_p.htm